# 霧社水庫
霧社水庫，又稱萬大水庫、碧湖，是台灣中部濁水溪上游霧社溪的一座水庫，位於南投縣仁愛鄉，係隸屬於台灣電力公司萬大發電廠所管理。因為水庫興建於霧社溪上、霧社之下而得名，加上水庫位處中央山脈群山之間，四周景致優雅秀麗，水色分外青碧，於是當年中華民國總統蔣中正取名為「碧湖」，而水庫主要功能為提供萬大發電廠發電之用，計畫中其引水管線的上方就是泰雅族萬大社被移住前的原居地，故又稱之為「萬大水庫」，其水壩又稱為「萬大水壩」。長年來的天災與集水區水土保持問題，使此水庫淤積問題嚴重，2021年水庫淤積率高達75%，為台灣淤積程度最嚴重的水庫之一。

## 興建過程
日治時1936年左右，日人計畫在泰雅族萬大社的北方、賽德克族德奇塔雅霧社的南方之間，濁水溪上游霧社溪寬廣的平緩谷地興建水庫及發電廠。萬大社的位置就在計畫中引水管線的上方，而計畫的泛洪區則原住有巴倫、塔卡南、卡其克等社，日方將泛洪區諸社移住到眉原聚落西邊台地，即中原部落，今漢名互助；在1942年左右，將萬大社強制移住到，也就是現在的親愛部落所在地。
1939年開始興建霧社水庫，原設計為97公尺高的混凝土重力壩，但1941年太平洋戰爭爆發，戰事日益劇烈，無法繼續施工，遂於1944年停工，僅完成全部壩體的6%，而輸水管、廠房、水輪機、發電機全部安裝完成。戰後台電受美援協助，委由美國墾務局重新設計大壩，將日本人原先設計的直線形壩改為拱壩，下接壓力隧道及鋼管至萬大發電廠，裝置有豎軸法蘭西斯式水輪發電機二部，容量為207,700瓩，在1953年5月重新開始動工，1957年霧社水庫完工，一號機及二號機開始蓄水發電，整體工程於1960年8月興建完成。
2012年，「萬松計畫」完工，於萬大發電廠增設三部發電機組，其中包括霧社水庫擴增一部機組（四號機）。2013年9月13日萬大電廠松林分廠正式完工，開始商轉發電。

## 基本資料
- 集水面積：219平方公里
- 滿水位面積：350公頃
- 正常蓄水位標高 1004.6 公尺,最高洪水位標高1005公尺
- 計畫有效蓄水量：14600萬立方公尺
- 現存有效容量：3682.50萬立方公尺（2022年7月）
  - 歷年有效容量（萬立方公尺）：10582.4（1991年4月），9142（2000年）[10]，8712（2001年4月）[11]:2-1，6826（2003年），7428（2005年），5440（2008年），[12]5051.86（2011年11月），5379（2012年3月），4486.93（2013年4月），4372.08（2014年2月），4726.81（2014年7月），4505.57（2015年4月），4366.03（2017年12月），4019.82（2019年1月），3745.83（2020年3月），3752.88（2021年5月），3682.50（2022年7月）[13]
- 蓄水壩：曲線重力混凝土壩
  - 壩頂標高1005.84公尺
  - 最大壩身高度114公尺
  - 壩頂長度205公尺
  - 壩頂寬度7公尺
  - 壩體積349,000立方公尺
- 計畫效益:年發電量100 X 100000kwh
- 發電:裝機容量:20,700 kw
- 計畫年發電量：100 X 1000000 KWH
- 防洪效益:降低洪峰:2520CMS

## 水庫淤積
長年來的天災與集水區水土保持問題，使此水庫淤積問題嚴重。
2009年8月8日莫拉克風災帶給中南部地區水庫與河川的淤積達6000萬立方公尺。風災帶來的大量淤泥，雖經過清淤工程，效果仍不佳。此外加上歷年來的淤積。於2011年初霧社水庫淤砂量已超過8000萬立方公尺，水庫一半左右已經乾涸。造成水庫功能降低，甚至農地休耕。2021年水庫淤積率高達75%，台電估計，未來霧社水庫淤積量更將增加，由於霧社水庫喪失蓄水功能，台電只能用僅餘的水發電，水力發電量亦呈逐年遞減趨勢。

## 圖集

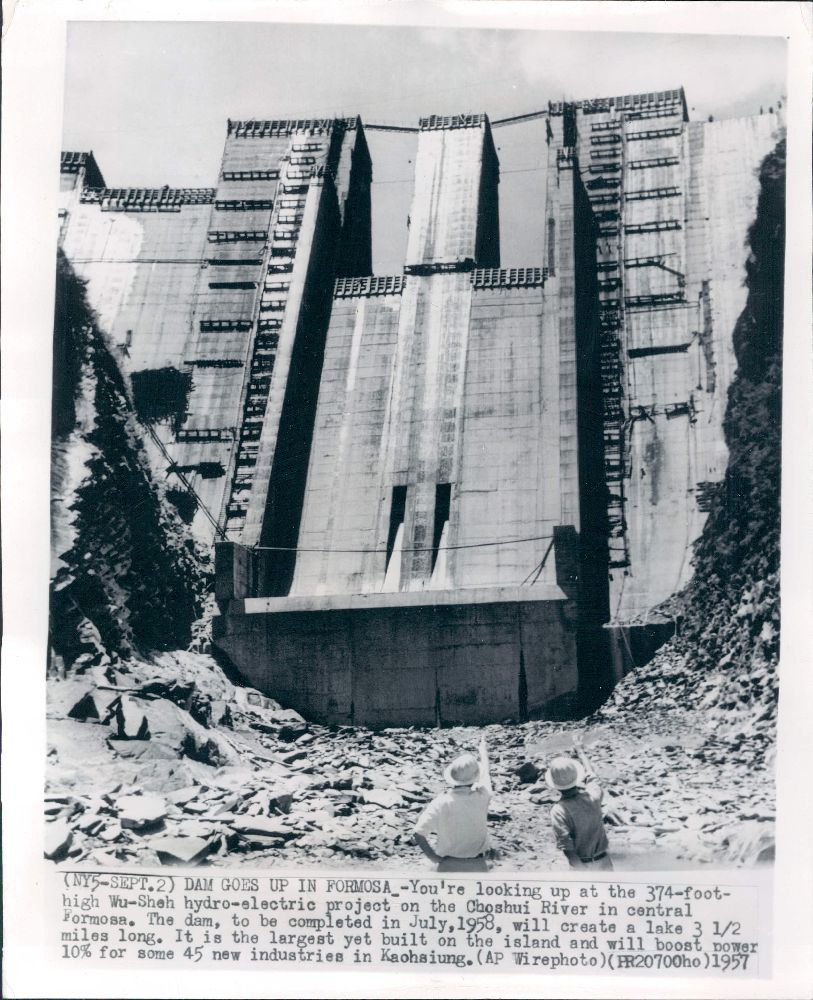
興建中的霧社水庫大壩
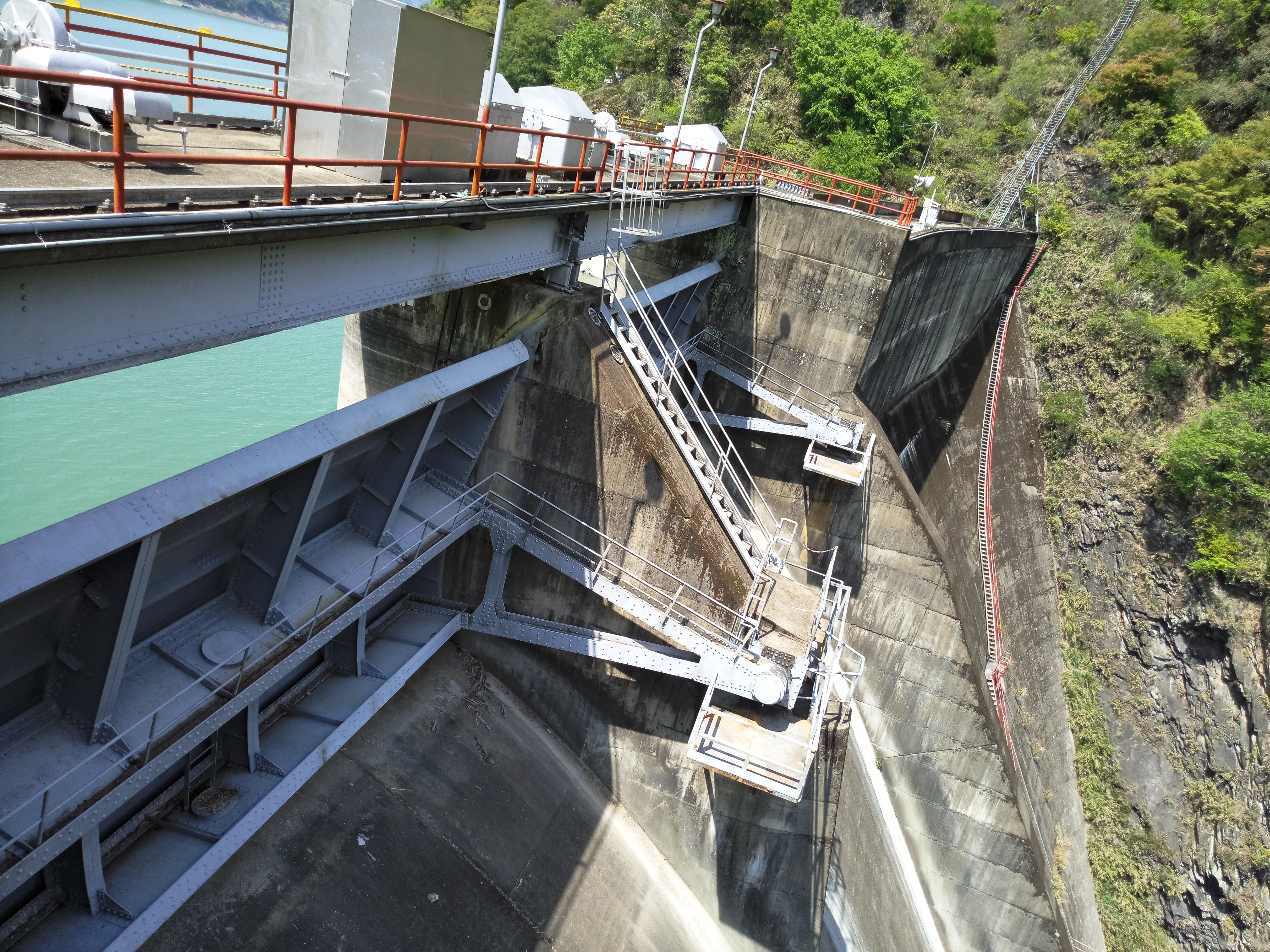
霧社水庫大壩排洪道閘門近觀
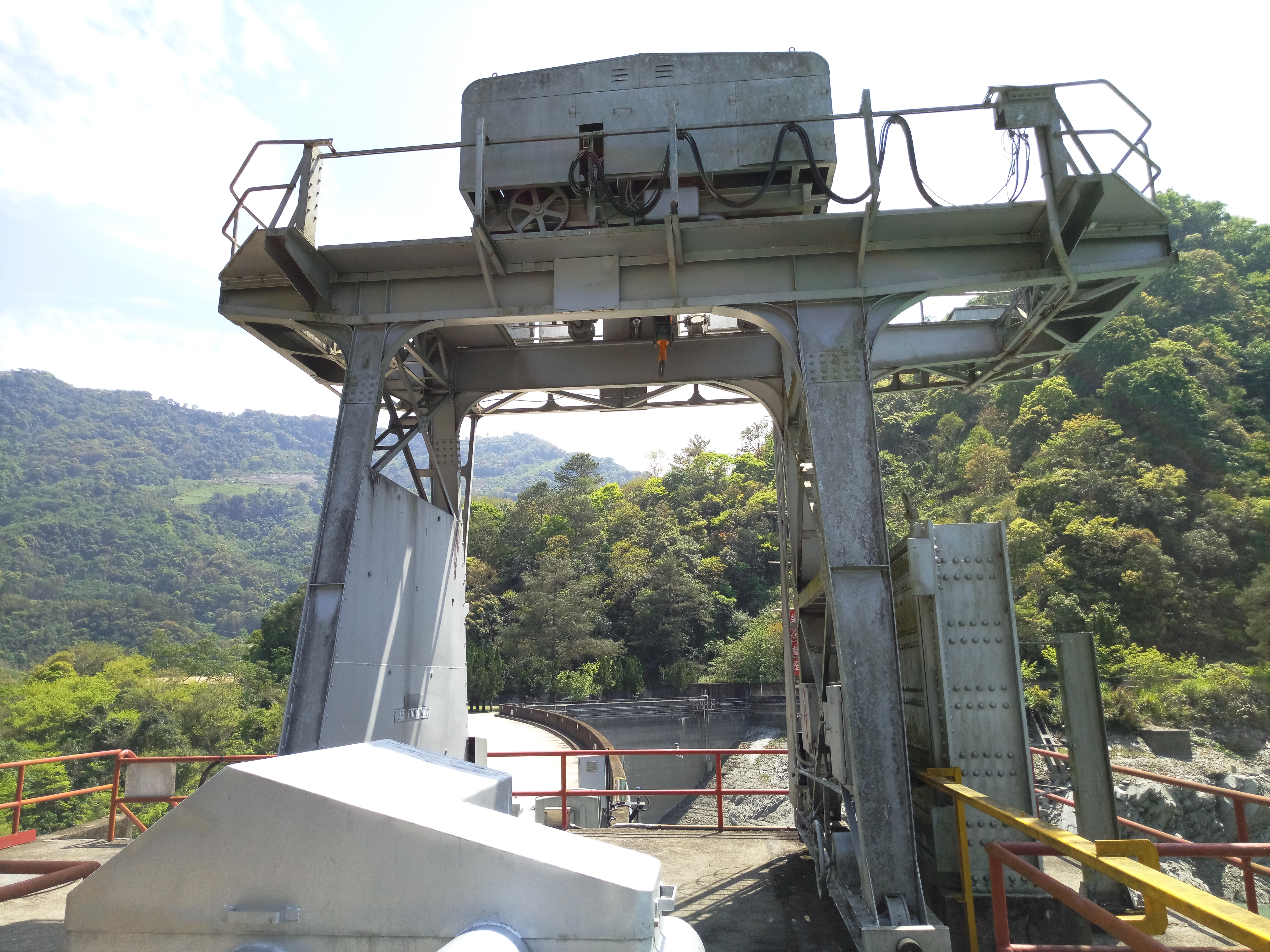
霧社水庫大壩洩洪道閘門起重機
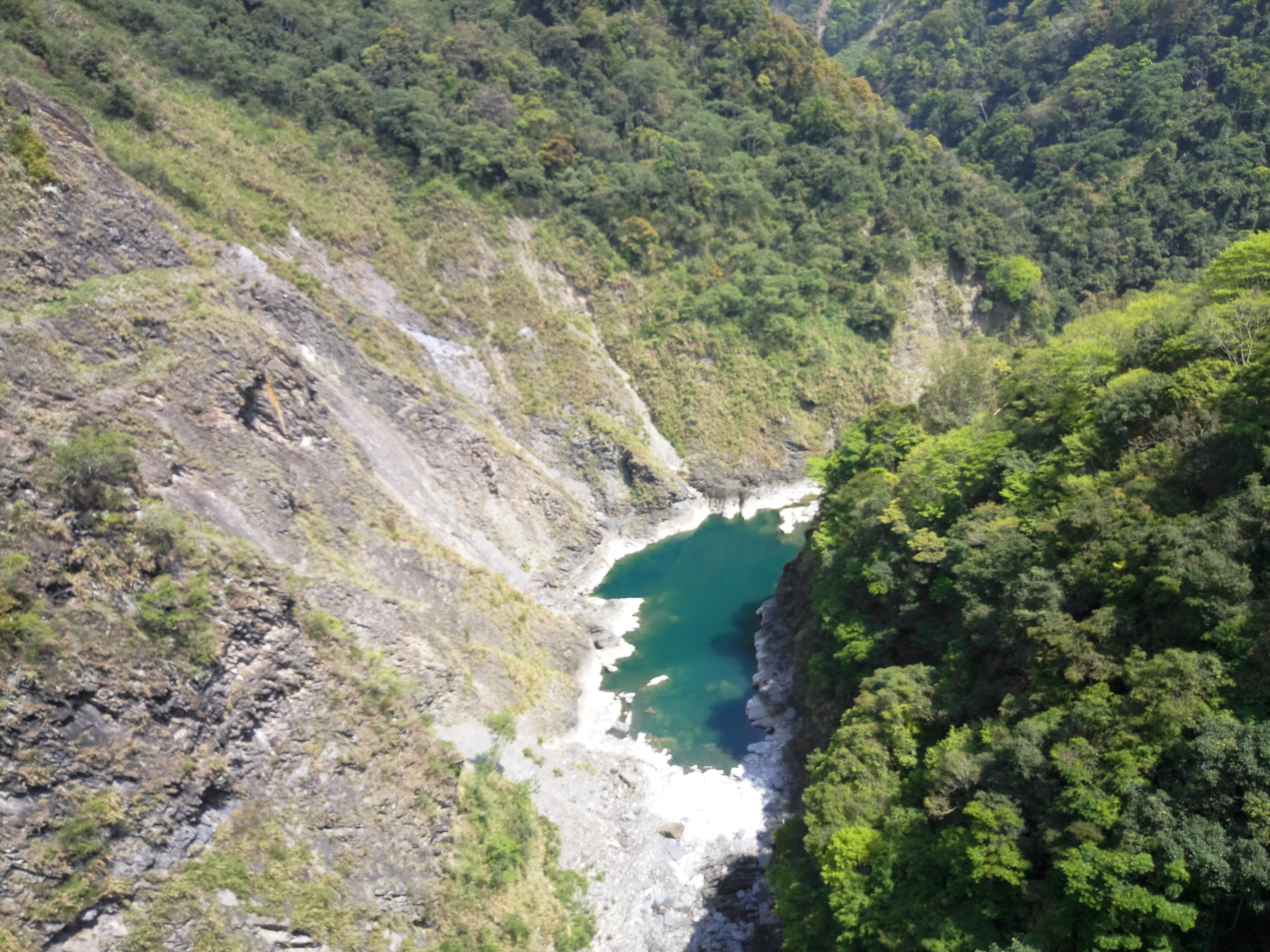
霧社水庫大壩下游霧社溪河道
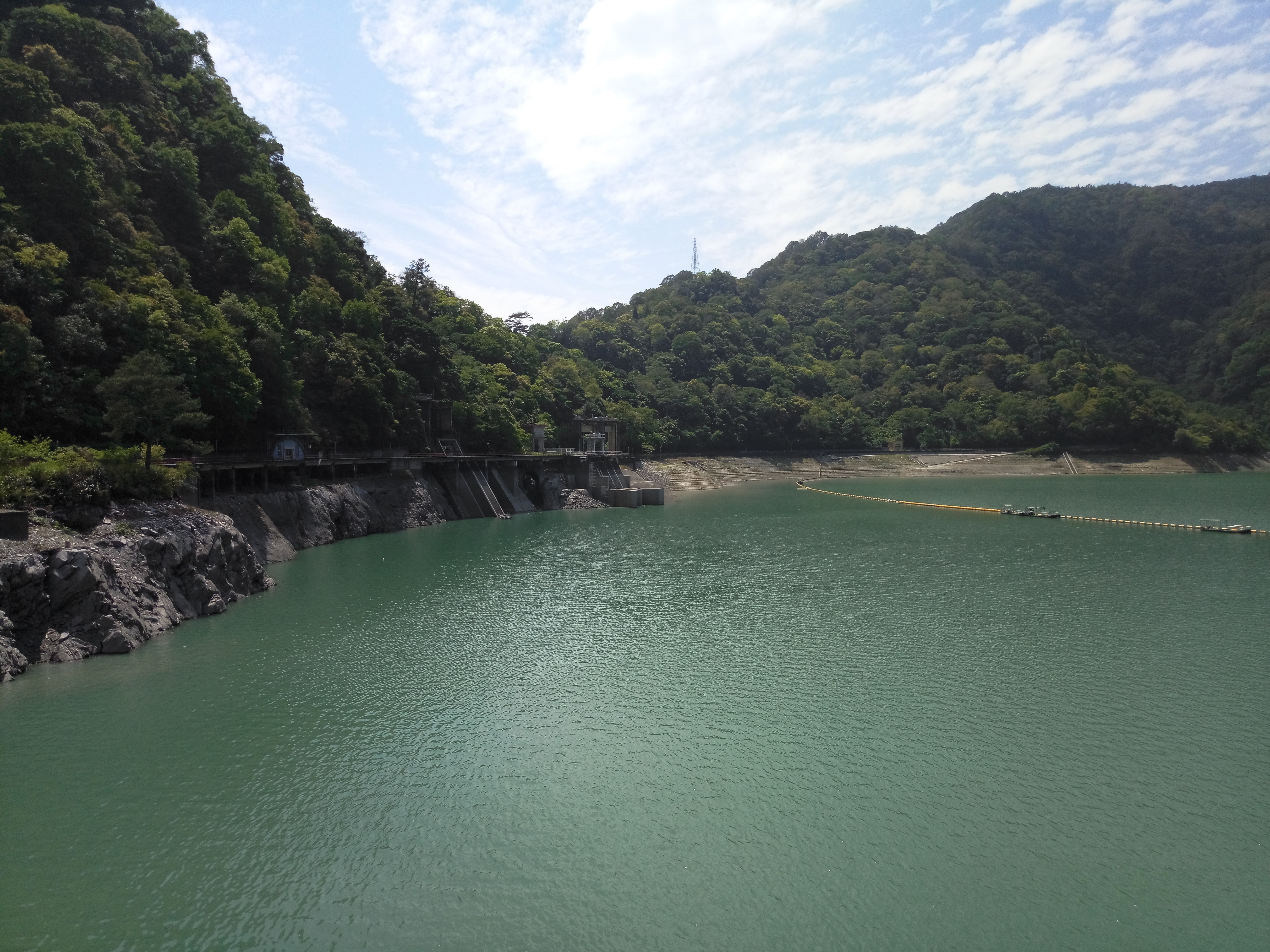
霧社水庫庫容區，正前方為萬大發電廠四號機進水口，左方為一號及二號機進水口，右方則是排洪隧道閘門
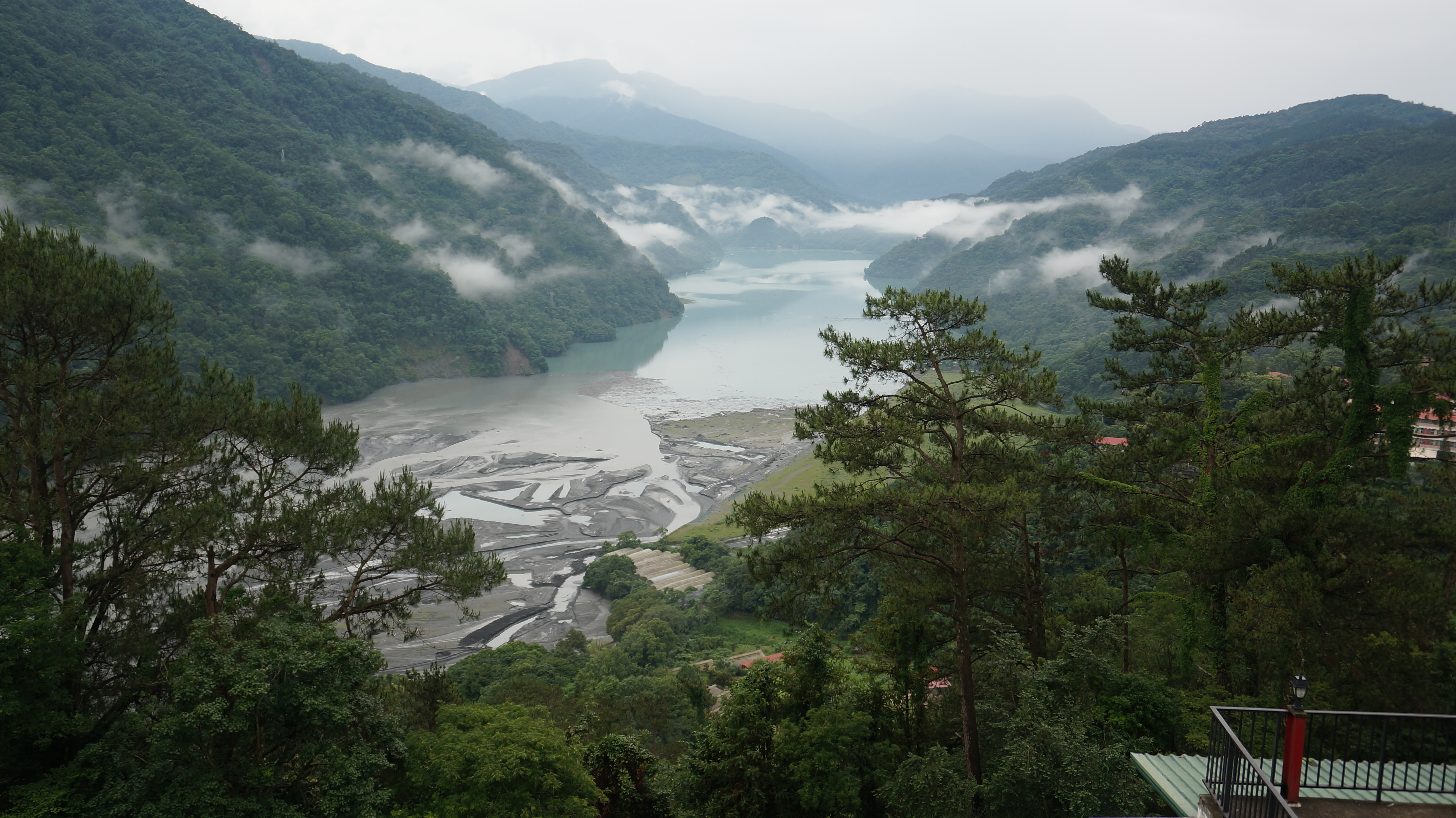
霧社水庫淤積（2014年攝）

## 外部連結
- 經濟部水利署全球資訊網-霧社水庫 （页面存档备份，存于）
- 經濟部水利署第六河川局[永久]
- 台灣電力公司 （页面存档备份，存于）
- 台灣水庫即時水情 （页面存档备份，存于）